# Carlos del Coso
Carlos del Coso Iglesias, född 24 april 1933 i Madrid, är en spansk före detta landhockeyspelare.
Han blev olympisk bronsmedaljör i landhockey vid sommarspelen 1960 i Rom.